# Chignin
Chignin település Franciaországban, Savoie megyében. Lakosainak száma 910 fő (2022. január 1.). Chignin Curienne, Myans, Saint-Jeoire-Prieuré, La Thuile és Porte-de-Savoie községekkel határos.

## Népesség
A település népességének változása:
| Lakosok száma | 883  | 871  | 894  | 862  | 956  | 952  | 938  | 924  | 910  |
|               | 2013 | 2015 | 2016 | 2017 | 2018 | 2019 | 2020 | 2021 | 2022 |